# Arinthod
Arinthod je naselje in občina v vzhodnem francoskem departmaju Jura regije Franche-Comté. Leta 2009 je naselje imelo 1.157 prebivalcev.

## Geografija
Kraj leži v pokrajini Franche-Comté 45 km severovzhodno od Bourg-en-Bressa in 120 km jugozahodno od Besançona.

## Uprava
Arinthod je sedež istoimenskega kantona, v katerega so poleg njegove vključene še občine Aromas, La Boissière, Cernon, Cézia, Charnod, Chatonnay, Chemilla, Chisséria, Coisia, Condes, Cornod, Dramelay, Fétigny, Genod, Lavans-sur-Valouse, Légna, Marigna-sur-Valouse, Saint-Hymetière, Savigna, Thoirette, Valfin-sur-Valouse, Vescles in Vosbles s 4.765 prebivalci.
Kanton Arinthod je sestavni del okrožja Lons-le-Saunier.

## Zanimivosti
- cerkev Marijinega Vnebovzetja iz 16. stoletja;